# Jorge Quiroga Ramírez
Jorge Fernando Quiroga Ramírez (ur. 5 maja 1960) – boliwijski polityk, prezydent Boliwii od 7 sierpnia 2001 do 6 sierpnia 2002. Kandydat w wyborach prezydenckich w grudniu 2005. Lider głównej opozycyjnej partii Poder Democrático Social (PODEMOS).

## Życiorys
Jorge Quiroga urodził się w Cochabamba w Boliwii. W 1981 ukończył studia licencjackie na Texas A&M University w Austin z dziedziny inżynierii przemysłowej. Następnie uzyskał stopień magistra administracji biznesu na St. Edward's University. Po studiach pracował dla firmy IBM w Teksasie, gdzie poznał także swoją żonę, Virginię Gale Gillum. W 1988 Quiroga powrócił do Boliwii i rozpoczął pracę dla spółki węglowej, Mintec. Następnie został wicedyrektorem Banku Handlowego Boliwii. 
Swoją karierę polityczną rozpoczął wstępując do prawicowej Nacjonalistycznej Demokratycznej Akcji (ADN, Acción Democrática Nacionalista). W 1989 został podsekretarzem w Ministerstwie Planowania. W 1992 objął stanowisko ministra finansów. Pełnił także funkcję konsultanta Banku Światowego i Międzynarodowego Funduszu Walutowego. Został także uhonorowany tytułem World Leader of Tomorrow na Światowym Forum Ekonomicznym w Davos. 
6 sierpnia 1997, w wieku 37 lat, został najmłodszym w historii wiceprezydentem Boliwii. Zajmował to stanowisko do 7 sierpnia 2001, kiedy objął funkcję prezydenta po rezygnacji ze stanowiska Hugo Banzera z powodów zdrowotnych. Jorge Quiroga pełnił mandat prezydenta do końca konstytucyjnej kadencji Banzera, która upływała 6 sierpnia 2002.
Po śmierci Banzera w 2002, Quiroga stanął na czele Nacjonalistycznej Demokratycznej Akcji. W 2005 partia zmieniła nazwę na Poder Democrático Social (PODEMOS) (Demokratyczna i Socjalna Władza). Jako kandydat partii PODEMOS, Jorge Quiroga wziął udział w wyborach prezydenckich 18 grudnia 2005. W głosowaniu zajął drugie miejsce, uzyskując 28,6% głosów poparcia i przegrywając z Evo Moralesem (53,7% głosów).